# Костромка (притока Чепци)
Костро́мка (рос. Костромка) — невелика річка в Ярському районі Удмуртії, Росія, права притока Чепци.
Бере початок на Верхньокамській височині, серед тайги. Протікає на південь та південний захід, впадає до річки Чепца біля села Єлово. Має декілька дрібних приток, найбільшою з яких є права Апеваїха.
На річці розташовані село Костромка, де збудовано автомобільний міст.